# 돌아온 항구
"돌아온 항구"는 한국에서 제작된 박경주 감독의 1958년 영화이다. 이룡 등이 주연으로 출연하였고 박경주 등이 제작에 참여하였다.

## 출연

### 주연
- 이룡
- 이향아
- 박경주

## 기타
- 조명: 김석진
- 조명: 고해진
- 녹음: 최칠복
- 미술: 임명선